# Faza latencije
Faza latencije u Frojdovoj psihoanalizi, jedan je od perioda u psihoseksualnom razvoju deteta, koja se proteže od 7 do 8 godine života. Tokom ove faze seksualne potrebe su i dalje potisnute, a deca komuniciraju i igraju se uglavnom sa istopolnim vršnjacima.

## Faze u psihoseksualnom razvoju
Svi ljudi prema Frojdu prolaze kroz iste razvojne faze — prema ovoj šemi: 
| 1. Oralna faza | → | 2. Analna faza (+ oralna) | → | 3. Falusna faza (+oralna, +analna) | → | 4. Faza latencije (+ oralna, + analna, + falusna) | → | 5. Genitalna faza |
|                |   |                           |   |                                    |   |                                                   |   |                   |
| Do 18 meseci   |   | Od 18 meseci do 3 godine  |   | Od 3 do 7 godina Edipov kompleks   |   | Od 7 do 8 godina                                  |   | Adolescenti       |

I dok u prve tri faze, (od pet kolikoih ima) deca moraju razrešiti specifičan konflikt koji se odnosi na način postizanja seksualnog zadovoljstva, deteprelazi u četvrtu fazu latencije ili mirovanja. Prelazak deteta u višu fazu označava zreliji način postizanja seksualnog zadovoljstva.

## Opšta razmatranja
Okončanjem falusne faze nastaje period latencije, što nije prava psihoseksualna faza razvoja, već period u kojem seksualni nagon lebdi. Frojd je ovaj period u razvoju svatio kao neku vrstu zastoja, mirovanja ili latentnost u kojoj se javlja neprimerena represije seksualnih želja i erogenih impulsa.
Tokom latentne faze, deca prelaze u period potisnute energije libida, brojnim aseksualnim poteškoćama kao što su škola, atletika i istospolna prijateljstva. U ovom period mirovanja, dete polazi u školu, širi svoj životni i iskustveni prostor, počinje suočavanje sa realnošću i privikava se na vanporodično okruženje. Ova faza zapravo traje do onog časa kad počinju da se bude prvi seksualni hormoni u pubertetu.
U ovoj fazi dete pokušava uspostaviti socijalne odnose i posvetiti se procesu učenja. Ukoliko je u tome uspešno, kod njega se može razviti visoko samopoštovanje, ili samopouzdanje. U suprotnom, dete muči osećaj inferiornosti i izolacije.
U ovoj fazi deca nemju interesovanja za osobe suprotnog pola, dečaci se druže sa dečacima, devojčice sa devojčicama. Ali kakao se približava pubertet, on dejstvuje, i genitalije još jednom postaju centralni fokus libidne energije.

## Spoljašnje veze
- Nagera, Humberto, ур. (2014) [1969]. „Latency (pp. 20ff.)”. Basic Psychoanalytic Concepts on the Libido Theory. Abingdon-on-Thames: Routledge. ISBN 978-1-317-67038-4.
- Freud's Psychosexual Stages.
- Felluga, Dino. „Modules on Freud: On Psychosexual Development”. Introductory Guide to Critical Theory. West Lafayette,  Indiana: Purdue University College of Liberal Arts.
- A short feminist critique of Freud's stages.

|  | Molimo Vas, obratite pažnju na važno upozorenje u vezi sa temama iz oblasti medicine (zdravlja). |